# Іберо-римляни

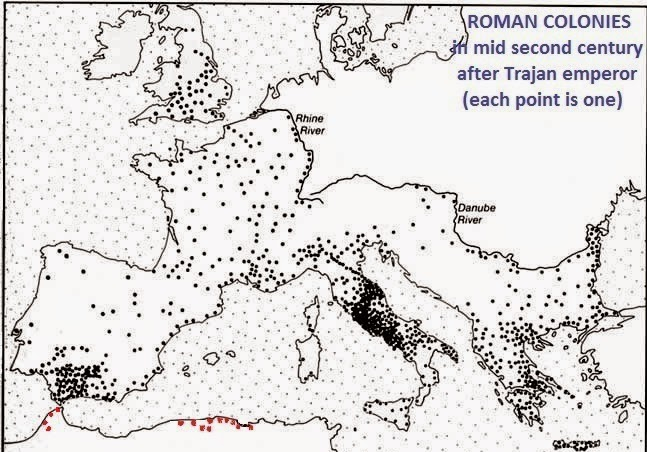
Мапа римських колоній в Іберії показує, що південна Іспанія мала найвищу концентрацію колоній після центральної Італії

Римські дороги

Іберо-римляни або іспано-римляни (лат. Ibero-romani, Hispano-romani) — населення римських провінцій Тарраконська Іспанія, Лузітанія та Бетика (Піренейський півострів), яке сформувалося в результаті асиміляції та романізації кельтських і іберійських племен, що мешкали тут (див. доримське  населення Іберії), римлянами. Латинська мова поступово витіснила місцеві мови і зайняла панівне становище з рядом місцевих особливостей.

## Історія
В результаті поразки Карфагена у Другий пунічній війні (в 201 до н. е.) Піренейський півострів поступово переходить під владу римлян. Він був місцем, де римляни заснували свою першу неіталійську провінцію, тому романізація місцевого населення носить глибокий й інтенсивний характер. При імператорі Августі в результаті Кантабрських воєн було завершено підкорення Іспанії (27-19 до н. е.).
Процес романізації прискорювався активним будівництвом римських колоній та роздачею земельних ділянок для легіонерів і італіків. Найроманізованішою частиною Іспанії була південна частина Лузитанії, Бетика і прибережна частина Тарраконської Іспанії. Найменше романізації зазнали північні гірські регіони, населені племенами басків.
До I століття іберо-римляни внесли відчутний вклад в розвиток Римської імперії. З Іспанії походять поети Сенека, Лукан, Марціал, Квінтіліан. Іберо-римляни дали імперії багатьох знаменитих імператорів — Траян, Адріан, Феодосій I Великий.
У 212 при імператорі Каракаллі всі іберо-римляни разом з іншими жителями імперії отримали римське громадянство.
У III і особливо в IV століттях в Іспанії поширюється християнство.
Після загибелі Західної Римської імперії місцеве романізоване населення тривалий час перебувало під владою спочатку германського племені готів, а потім арабів.
Іберо-римляни стали основою формування кастильців, португальців, галісійців, каталонців, арагонців, астурійців.